# 카터 에커트
카터 J. 에커트(영어: Carter J. Eckert, 1945년~2024년 12월 13일)는 미국의 역사학자이다. 한국사를 주로 연구한 역사가였으며 하버드 대학교 한국사학과 윤세영 교수직을 맡았다.

## 생애
에커트는 1945년에 미국 일리노이주 시카고에서 태어났다. 로렌스 대학교에서 서양고중세사를 전공했으며 1968년 하버드 대학교에서 서양사를 주제로 석사 학위를 취득했다. 1970년대에 대한민국에서 평화봉사단의 일원으로 활동한 후 전공을 한국 및 동아시아사로 바꿨고 귀국 후에 워싱턴 대학교에서 한국사를 주제로 박사 학위를 취득했다.
1985년 하버드 대학교에서 한국사 강의를 맡았으며 2004년 초대 "SBS 윤세영 교수"로 임명됐다. 윤세영 교수직은 서울방송공사 윤세영 회장을 기리기 위해 설립됐다.
에커트는 또한 미국 국무부의 조선민주주의인민공화국 정치 고문으로도 활동했다.
에커트는 2024년 12월 13일에 사망했다.